# Възрастен (его състояние)
Възрастен е термин от трансакционния анализ и едно от трите его състояния, постулирани от Ерик Бърн. Нарича се още неопсихика (от гръцки нео – нов и психе – психика, тоест нова психика). Бърн смята че Възрастен е „самостоятелен набор от чувства, отношения и модели на поведение, които са адаптирани към текущата действителност“. Според Томас Харис Възрастния е „записване на данни, придобити и обработени чрез изследване и изпробване“. Его състоянието Възрастен е противопоставено на его състояние Дете.
Принципно Възрастният няма структурно и функционално деление за разлика от другите Родителя и Детето, но учени като Съмъртън се опитват да направят поне функционално разделение на Фотографиращ Възрастен и Комбиниращ Възрастен. Това разделение обаче не е възприето. Според Сузана Темпъл у Възрастния са налични Нормативен Родител, Обгрижващ Родител, Адаптирано Дете и Свободно Дете.
И тук, както при другите две его състояния, има физически и словесни белези:
- Физически белези: прям лицеизраз, непрекъснато движение на лицето, очите и тялото, премигване на окото на 3 – 4 секунди и други.
- Словесни белези: Задаване на въпроси „Защо“, „какво“, „къде“, „кога“, „как“, кой", а също така и колко, по какъв начин, сравнително, верен, фалшив, вероятен, възможен, непознат, обективен, „аз мисля“, „аз разбирам“, „моето мнение“[7].